# Ly hôn

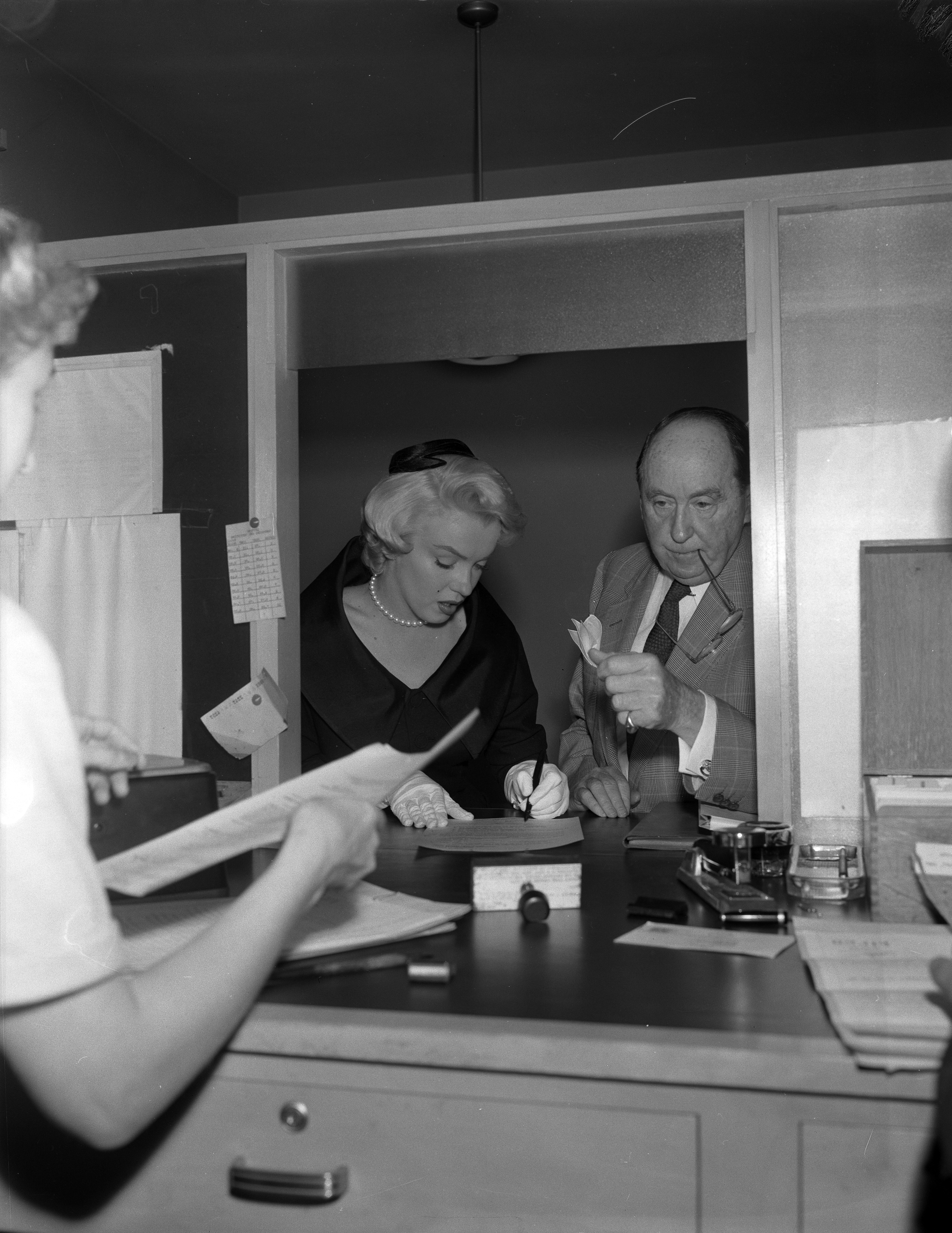
Ly hôn

Ly hôn hay ly dị là chấm dứt quan hệ hôn nhân do Tòa án quyết định theo yêu cầu của vợ hoặc của chồng hoặc cả hai vợ chồng, hủy bỏ các trách nhiệm pháp lý và trách nhiệm của hôn nhân và các ràng buộc dân sự khác. Tòa án là cơ quan duy nhất có trách nhiệm ra phán quyết chấm dứt quan hệ hôn nhân của vợ chồng. Phán quyết ly hôn của Tòa án thể hiện dưới hai hình thức: bản án hoặc quyết định. Nếu hai bên vợ chồng thuận tình ly hôn thỏa thuận với nhau giải quyết được tất cả các nội dung quan hệ vợ chồng khi ly hôn thì toà án công nhận ra phán quyết dưới hình thức là quyết định. Nếu vợ chồng có mâu thuẫn, tranh chấp thì Tòa án ra phán quyết dưới dạng bản án ly hôn.
Pháp luật ly hôn thay đổi đáng kể trên toàn thế giới nhưng trong hầu hết các nước, nó đòi hỏi phải có phán xử của tòa án hoặc cơ quan có thẩm quyền khác theo một thủ tục pháp lý nhất định. Thủ tục pháp lý cho việc ly dị cũng có thể liên quan đến các vấn đề hỗ trợ vợ chồng, nuôi con, hỗ trợ trẻ em, phân phối tài sản và phân chia các khoản nợ. Trong trường hợp một vợ một chồng là pháp luật, ly hôn cho phép mỗi bên có quyền kết hôn tiếp.
Trong khoảng từ năm 1971 đến 2011, năm quốc gia châu Âu đã hợp pháp hóa ly hôn: Ý, Tây Ban Nha, Bồ Đào Nha, Cộng hòa Ireland và Malta. Ngày nay còn lại Philipin và Vatican không có quy định tố tụng dân sự ly hôn.